# Tannenreuth
Tannenreuth ist ein Gemeindeteil des Marktes Zell im Fichtelgebirge im Landkreis Hof (Oberfranken, Bayern). Tannenreuth liegt in der Gemarkung Walpenreuth.

## Geografie
Der Weiler liegt auf freier Flur an der Kreisstraße HO 39/BT 45, die nach Walpenreuth (0,6 km nordöstlich) bzw. zur Staatsstraße 2180 bei Knopfhammer verläuft (1,6 km südwestlich). Im Süden jenseits des Kornbächleins steigt das Gelände zur Tannenreuther Leite (692 m ü. NHN) an.

## Geschichte
Der Ort wurde im Jahr 1317 als „Tannenrute“ erstmals urkundlich erwähnt.
Gegen Ende des 18. Jahrhunderts bestand Tannenreuth aus 10 Anwesen. Die Hochgerichtsbarkeit sowie die Dorf- und Gemeindeherrschaft stand dem bayreuthischen Oberamt Gefrees zu. Grundherren waren die Gemeinde (1 Haus) und das Kastenamt Gefrees (1 Viertelhof, 6 Achtelhöfe, 1 Söldengut, 1 Mühle).
Von 1797 bis 1810 unterstand Tannenreuth dem Justiz- und Kammeramt Gefrees. Infolge des Ersten Gemeindeedikts wurde Tannenreuth dem 1812 gebildeten Steuerdistrikt Zettlitz und der zugleich entstandenen die Ruralgemeinde Walpenreuth zugewiesen. Im Zuge der Gebietsreform in Bayern wurde die Gemeinde Tannenreuth am 1. Januar 1972 nach Zell im Fichtelgebirge eingemeindet.

### Ehemalige Baudenkmäler
- Haus Nr. 3: Wohnstallbau mit Satteldach, die Wohnungstür von Pilastern flankiert, der Scheitelstein bezeichnet „AH 1832“.[9]
- Haus Nr. 4: Eingeschossiges Gebäude mit Halbwalmdach, der Scheitelstein der Haustür bezeichnet „MT 1831“.[9]

### Einwohnerentwicklung
| Jahr      | 1812  | 1819   | 1861   | 1871   | 1885   | 1900   | 1925   | 1950   | 1961   | 1970   | 1987   | 2005  | 2010  | 2015  |
| Einwohner | 62    | 54     | 91     | 77     | 83     | 61     | 48     | 40     | 34     | 35     | 35     | 27    | 25    | 24    |
| Häuser    | 10    |        |        |        | 13     | 13     | 9      | 9      | 9      |        | 9      |       |       |       |
| Quelle    | [ 7 ] | [ 11 ] | [ 12 ] | [ 13 ] | [ 14 ] | [ 15 ] | [ 16 ] | [ 17 ] | [ 18 ] | [ 19 ] | [ 20 ] | [ 1 ] | [ 1 ] | [ 1 ] |

## Religion
Tannenreuth ist nach St. Johannes der Täufer (Gefrees) gepfarrt und seit der Reformation evangelisch-lutherisch geprägt.